# 9-й федеральный избирательный округ Чьяпаса

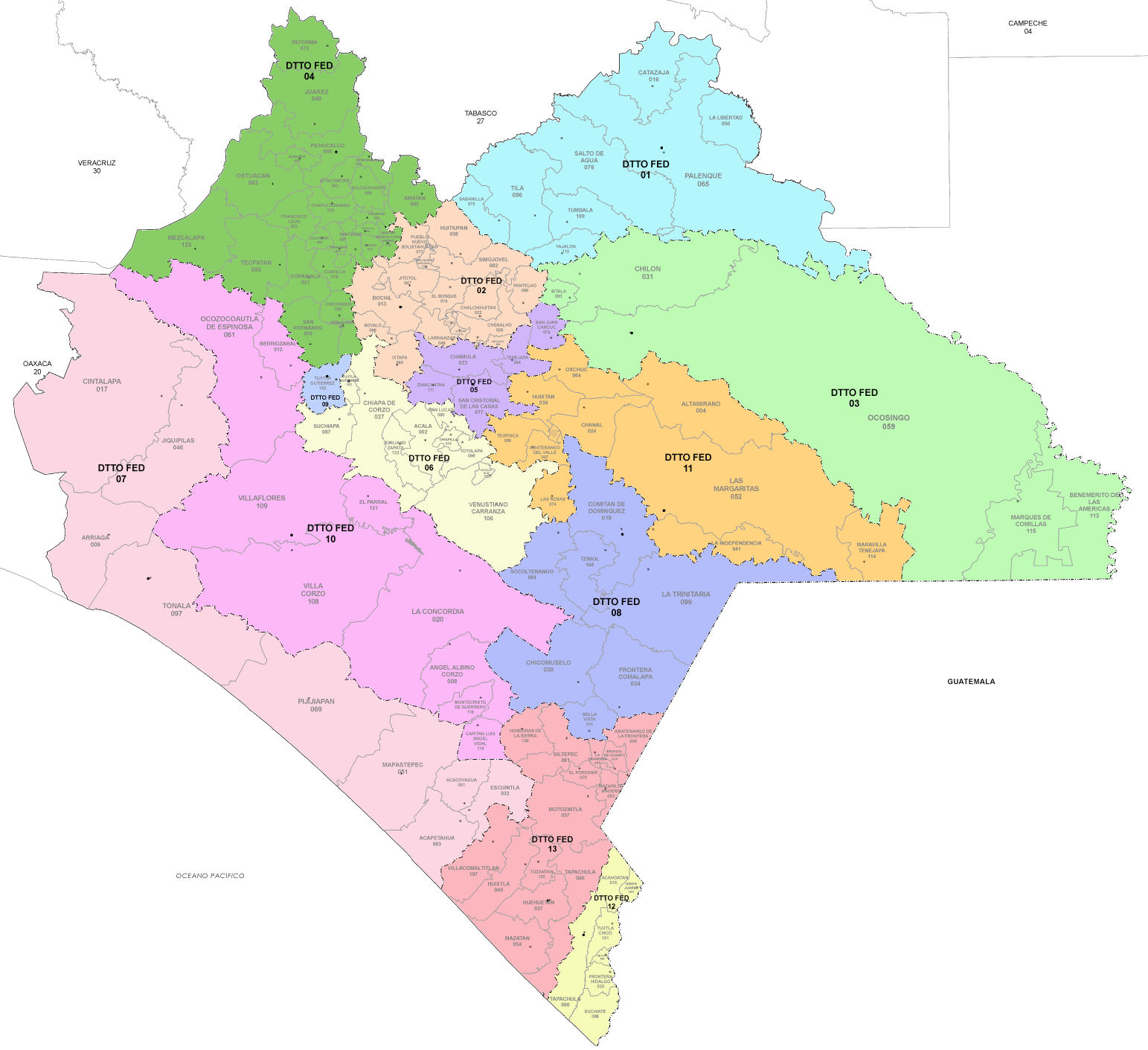
Карта федеральных избирательных округов штата Чьяпас. 9-й отмечен светло-синим цветом

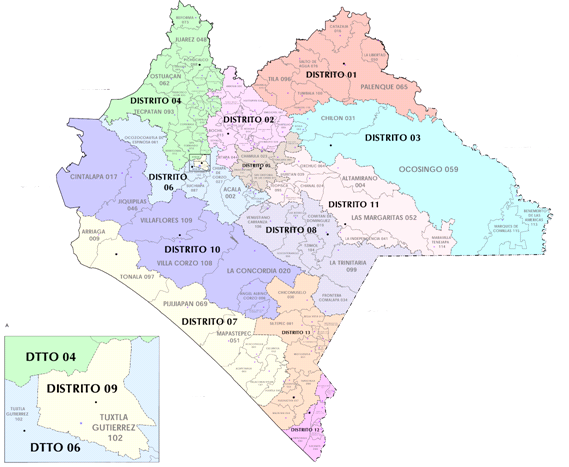
Карта федеральных избирательных округов штата Чьяпас в период с 2017 по 2022 год

9-й федеральный избирательный округ Чьяпаса в 2005—2017 годах

9-й федеральный избирательный округ Чьяпаса (исп. Distrito electoral federal 9 de Chiapas) — один из 300 избирательных округов, на которые делится терриория Мексики для проведения выборов в федеральную Палату депутатов, и один из 13 таких округов в штате Чьяпас.
От округа в нижнюю палату Конгресса избирается один депутат на трёхлетний законодательный период по принципу «первого прошедшего по списку». Голоса, поданные в округе, также учитываются при расчёте пропорционального представительства («многомандатности») депутатов, избранных от Третьего избирательного региона.

## Территория округа
В соответствии с планом формирования округов на 2023 год, принятым Национальным избирательным институтом, который будет использоваться для выборов 2024, 2027 и 2030 годов, 9-й округ охватывает 168 избирательных участков (исп. secciones electorales) в муниципалитете Тустла-Гутьеррес (остальная его часть относится к 6-му федеральному избирательному округу Чьяпаса).

## Депутаты, избранные в Конгресс от округа
| Выборы | Депутат                        | Партия | Срок      | Созыв Конгресса |
| ------ | ------------------------------ | ------ | --------- | --------------- |
| 1979   | Сесар Аугусто Сантьяго         |        | 1979—1982 | 51-й Конгресс   |
| 1982   | Элой Моралес Эспиноса          |        | 1982—1985 | 52-й Конгресс   |
| 1985   | Серхио Армандо Вальс           |        | 1985—1988 | 53-й Конгресс   |
| 1988   | Арели Мадрид Товилья           |        | 1988—1991 | 54-й Конгресс   |
| 1991   | Октавио Элиас Альборес Крус    |        | 1991—1994 | 55-й Конгресс   |
| 1994   | Ласаро Эрнандес Васкес         |        | 1994—1997 | 56-й Конгресс   |
| 1997   | Карлос Моралес Васкес          |        | 1997—2000 | 57-й Конгресс   |
| 2000   | Эноч Араухо Санчес             |        | 2000—2003 | 58-й Конгресс   |
| 2003   | Франсиско Рохас Толедо         |        | 2003—2006 | 59-й Конгресс   |
| 2006   | Карлос Моралес Васкес          |        | 2006—2009 | 60-й Конгресс   |
| 2009   | Ариэль Гомес Леон              |        | 2009—2012 | 61-й Конгресс   |
| 2012   | Мария Парьенте Гавито          |        | 2012—2015 | 62-й Конгресс   |
| 2015   | Эмилио Энрике Саласар Фариас   |        | 2015—2018 | 63-й Конгресс   |
| 2018   | Летисия Арлетт Агилар Молина   |        | 2018—2021 | 64-й Конгресс   |
| 2021   | Адриана Бустаманте Кастельянос |        | 2021—2024 | 65-й Конгресс   |
| 2024   | Гильермо Сантьяго Родригес     |        | 2024—2027 | 66-й Конгресс   |

## Президентские выборы
| Выборы | Победивший в округе          | Партия или коалиция        | %       |
| ------ | ---------------------------- | -------------------------- | ------- |
| 2018   | Андрес Мануэль Лопес Обрадор | Вместе мы войдём в историю | 79,8656 |
| 2024   | Клаудия Шейнбаум             | Продолжим творить историю  | 57,2686 |